# Phaonia xuei
Phaonia xuei este o specie de muște din genul Phaonia, familia Muscidae, descrisă de Wang și Xu în anul 1998. Conform Catalogue of Life specia Phaonia xuei nu are subspecii cunoscute.